# K-Meleon
K-Meleon ist ein freier Webbrowser für Windows basierend auf der Goanna-Engine, einem Fork von Mozillas Gecko-Engine.

## Eigenschaften
K-Meleon verzichtet auf die allermeisten Komfortfunktionen moderner Browser und ist deshalb nicht nur sehr leichtgewichtig, sondern funktioniert auch weiterhin auf vielen alten Betriebssystemen. Anders als z. B. Firefox verwendet K-Meleon die native Grafikoberfläche von Windows, statt auf Geckos XUL-Zwischenschicht zurückzugreifen, was enorme Geschwindigkeits- und Kompatibilitätsvorteile mit sich bringt.
Die Benutzeroberfläche, Menüführung und Bedienung kann durch Skins und Makros größtenteils frei konfiguriert werden. Der Browser unterstützt alle Mozilla-Plugins, welche für die verwendeten Versionen von Gecko bzw. Goanna entwickelt wurden. Außerdem besteht die Möglichkeit Lesezeichen mit dem Internet Explorer, Opera und Firefox zu teilen. Der Browser unterstützt Lokalisierungen und ist in der letzten unterstützten Version in 7 Sprachen offiziell verfügbar.
K-Meleion hat einen integrierten Pop-Up-Blocker, einen Feedreader und unterstützt Mausgesten.

## Entwicklung
Die erste Version (0.1) erschien im August 2000, also noch vor Firefox und SeaMonkey, als Versuch die Mozilla Gecko-Test-Engine winEmbed in Windows selbst zu integrieren. Ziel war es einen schnellen, benutzerfreundlichen und maximal konfigurierbaren Webbrowser anzubieten. Dafür wurde bewusst auf Plattformunabhängigkeit verzichtet, wobei der Browser unter Wine auf Linux genutzt werden kann.
Das Projekt entwickelte sich in den frühen Jahren schnell und bot mit Layered Windows früh eine Variante des Tabbed Browsing an. Die Entwicklergemeinde war jedoch klein und ehrenamtlich tätig und 2003 verließen viele aktive Entwickler das Projekt, um sich anderweitig einzubringen. Ab 2005 baute der Browser wieder vollständig auf Mozillas Gecko-Engine auf und integrierte deren Updates regelmäßig. Version 1.0 wurde schließlich 2006 veröffentlicht.
Da Rückwärtskompatibilität eines der erklärten Projektziele war, wurden viele stabile Versionen gepflegt, die nur Sicherheitsupdates erhielten. Seit 2007 ist das Programm vollständig lokalisierbar. Als erste Sprachversion neben Englisch wurde Deutsch veröffentlicht.
2010 war K-Meleon neben dem Internet Explorer, Firefox, Opera und Chrome einer von 12 Browsern, welche Microsoft Benutzern im Europäischen Wirtschaftsraum bei der Installation von Windows-Betriebssystemen zur Auswahl anbot. Dies geschah in Folge eines Rechtsstreit zwischen der EU und Microsoft aufgrund der Ausnutzung der marktbeherrschenden Stellung von Microsoft Windows zur Sicherung des Marktanteils von Microsofts hauseigenem Browser.
Ebenfalls 2010 verlangsamte sich die Weiterentwicklung erneut, da Mozilla den MFC-Embedding-Code aus der Gecko-Engine entfernte, welchen K-Meleon als Schnittstelle genutzt hatte. Seit Dezember baut K-Meleon deshalb auf eine XULRunner-Laufzeitumgebung auf, welche jedoch nur als Zwischenschicht fungiert. Die Benutzeroberfläche basiert weiterhin auf Windows nativer Oberfläche.
Mitte 2015 kam die Entwicklungsarbeit mit Version 75 fast vollständig zum Erliegen. Version 76.G erschien erst Ende 2017 und war komplett auf den Gecko-Fork Goanna portiert, wodurch die Kompatibilität mit älteren Betriebssystemen sichergestellt war. Seitdem wird K-Meleon nur noch sporadisch aktualisiert, hauptsächlich um Aktualisierungen von Goanna zu integrieren. Auch ältere Versionen werden noch weiter gepflegt, hauptsächlich um diese auf Betriebssystemen wie Windows XP nutzbar zu halten. K-Meleon ist einer der letzten unterstützten Browser für diese Version, welcher TSL 1.2 Verschlüsselung unterstützt, welche notwendig ist, um viele moderne Websites überhaupt abrufen zu können. Mittels Plug-Ins kann diese Funktionalität sogar für Windows 2000 und Windows 98 zur Verfügung gestellt werden.

## Versionsgeschichte
| Farbe | Bedeutung                            |
| ----- | ------------------------------------ |
| Rot   | Alte Version; nicht mehr unterstützt |
| Gelb  | Alte Version; weiter unterstützt     |
| Grün  | Aktuelle stabile Version             |
| Lila  | Aktuelle Testversion                 |
| Blau  | Zukünftige Version                   |

| Major-Version | Release-Version      | Gecko-Version | Release-Datum        | Signifikante Änderungen |
| ------------- | -------------------- | ------------- | -------------------- | --- |
| 0.1           | 0.1                  | M17           | 21. August 2000      | Erste Veröffentlichung, hauptsächlich ein umbenanntes WinEmbed, welches die BCG Bibliothek benutzt; anpassbare Menüs und Werkzeugleisten, Unterstützung für Lesezeichen des Internet Explorers. |
| 0.2           | 0.2                  | M18           | 26. November 2000    | Projekt auf SourceForge umgezogen; Rechtsklick Kontextmenüs; Verbesserungen und Fehlerbehebungen. |
| 0.2           | 0.2.1                | M18           | 27. November 2000    | Fehlerbehebung. |
| 0.3           | 0.3                  | 0.8           | 13. Februar 2001     | Code umgeschrieben, sodass MfcEmbed statt WinEmbed und BCG Bibliothek genutzt wird; Plug-In Unterstützung für Menüs und Werkzeugleisten; Einstellungs-Dialog; Anpassbare Menüs und Tastenkürzel; grundlegende Authentifizierung; Seitenquelltext-Ansicht; Möglichkeit Dateien lokal zu speichern. |
| 0.4           | 0.4                  | 0.9           | 11. Mai 2001         | Benutzeroberfläche für KPlugin, Unterstützung für Netscape-Lesezeichen und Vollbild-Darstellung, Macro Erweiterung und Verlaufs-Plug-In; (Bitmap-)Menüs, Tastenkürzel und Werkzeugleisten über Konfigurationsdateien anpassbar gemacht, Unterstützung für externe Quelltextanzeigen, Cookie- und Bildeinstellungen anpassbar gemacht; Möglichkeit Stylesheets, Java und JavaScript zu deaktivieren; Websuchen. |
| 0.5           | 0.5                  | 0.9.4         | 27. September , 2001 | Unterstützung für SSL, Wallet und externe Protokollabwicklung; UserAgent anpassbar; verbesserte Unterstützung für Java und Benutzerprofile; Pop-Up Blocker; Symbiotic Loader implementiert; verschiedene Verbesserungen und Fehlerbehebungen. |
| 0.6           | 0.6                  | 0.9.5         | 30. Oktober 2001     | Werkzeugleisten Plug-In; verbesserte Unterstützung für Proxys; Datei-Upload; zahlreiche Verbesserungen und Fehlerbehebungen. |
| 0.7           | 0.7                  | 1.2b          | 31. Oktober 2002     | Neue Plugins; überlagernder Fenster (frühes Tabbed Browsing); Unterstützung für Opera-Lesezeichen, externe Programmsteuerung; automatische Erkennung beliebter Drittanbieter Plug-Ins, Textgrößenanpassung, Druckvorschau, Seiteneintellung, Autovervollständigung; Unterstützung für Oberflächenanpassung; verschiedene Verbesserungen und Fehlerbehebungen. |
| 0.7           | 0.7.1 (0.7 SP1)      | 1.2b          | 12. Februar 2003     | Zahlreiche Plug-In Verbesserungen. |
| 0.8           | 0.8                  | 1.5           | 10. November 2003    | Zahlreiche Benutzbarkeitsverbesserungen. |
| 0.8           | 0.8.1                | 1.5           | 13. Dezember 2003    | Mausgesten Plug-In; Verbesserungen und Fehlerbehebungen. |
| 0.8           | 0.8.2                | 1.5           | 23. Dezember 2003    | Verbesserungen und Fehlerbehebungen. |
| 0.9           | 0.9                  | 1.7.5         | 18. Januar 2005      | Privatsphären Plug-In, Flashblock Erweiterung und Aggreg8 RSS-Reader; neue Standard-Benutzeroberfläche (Phoenity); zahlreiche Benutzbarkeitsverbesserungen. |
| 0.9           | 0.9.12               | 1.7.12        | 10. Januar 2006      | Community-entwickeltes Update von Gecko; diverse neue Funktionen (teilweise nur in dieser Version verfügbar). |
| 0.9           | 0.9.13               | 1.7.13        | 25. April 2006       | Community-entwickeltes Update von Gecko; diverse neue Funktionen (teilweise nur in dieser Version verfügbar). |
| 1.0           | 1.0                  | 1.8.0.5       | 15. Juli 2006        | Vollständige Unterstützung für Übersetzungen, erste offizielle Übersetzung (Deutsch); Suchleiste und verbesserte URL-Leiste; anpassbare Download-Einstellungen, XUL-basierte fortgeschrittene Einstellungen; mehrere Verbesserungen für Makros und Menüs; neuer Standard RSS/Atom-Reader (NewsFox). |
| 1.0           | 1.0.1 (1.01)         | 1.8.0.6       | 14. August 2006      | Gecko Update. |
| 1.0           | 1.0.2 (1.02)         | 1.8.0.7       | 22. September 2006   | Gecko Update, einige Verbesserungen und Fehlerbehebungen. |
| 1.1           | 1.1                  | 1.8.1.4       | 22. Mai 2007         | Unterstützung von Mehrsprachigkeit, mehrere offizielle Übersetzungen; modulare Makros; Plug-In für persistente Sitzungen; verbesserte Cookie-Einstellungen und Passwortunterstützung, einfachere Anpassung der Suchmaschinen und Mausgesten; aufrüstbare Konfiguration von Tastenkürzeln, Menüs und Makros. |
| 1.1           | 1.1.1 (1.11)         | 1.8.1.5       | 22. Juli 2007        | Gecko Update und Fehlerbehebungen. |
| 1.1           | 1.1.2                | 1.8.1.6       | 8. August 2007       | Gecko Update und Fehlerbehebungen. |
| 1.1           | 1.1.3                | 1.8.1.10      | 26. November 2007    | Gecko Update; Plugin zur Suche von Aktualisierungen. |
| 1.1           | 1.1.4                | 1.8.1.12      | 11. Februar 2008     | Gecko Update und Fehlerbehebungen. |
| 1.1           | 1.1.5                | 1.8.1.14      | 8. April 2008        | Gecko Update und Fehlerbehebung. |
| 1.1           | 1.1.6                | 1.8.1.17pre   | 18. Juli 2008        | Gecko Update. |
| 1.5           | 1.5.0                | 1.8.1.17pre   | 8. August 2008       | Echte Tab-Unterstützung anstatt überlagernder Fenster; verbesserte Unterstützung für Mehrsprachigkeit; eigenes Einstellungsmenü durch XUL-basiertes ehemaliges „Fortgeschrittene Einstellungen“-Menü ersetzt; Funktionsverbesserungen; Unicodeunterstützung für Windows NT, Versionen ohne Unicode für Windows 9x. |
| 1.5           | 1.5.1                | 1.8.1.17      | 16. Oktober 2008     | Gecko Update, Verbesserungen und Fehlerbehebungen. |
| 1.5           | 1.5.2                | 1.8.1.19      | 25. Dezember 2008    | Gecko Update, Verbesserungen und Fehlerbehebungen. |
| 1.5           | 1.5.3                | 1.8.1.21      | 8. Mai 2009          | Gecko Update und Fehlerbehebungen. |
| 1.5           | 1.5.4                | 1.8.1.24pre   | 5. März 2010         | Gecko Update und Fehlerbehebungen. |
| 1.6           | 1.6.0 Alpha 4        | 1.9.1         | 5. Mai 2010          | Gecko Update. |
| 1.6           | 1.6.0 Beta 1         | 1.9.1.16      | 13. November 2010    | Gecko Update. |
| 1.6           | 1.6.0 Beta 2         | 1.9.1.17      | 12. Dezember 2010    | Gecko Update. |
| 1.6           | 1.6.0 Beta 3         | 1.9.1.20pre   | 12. Dezember 2011    | Gecko Update. |
| 1.7           | 1.7.0 Alpha 2        | 1.9.2.14pre   | 26. Dezember 2010    | Gecko Update. |
| 74            | 74.0                 | 24.7.0        | 8. September 2014    | Gecko Update, Verbesserungen und Fehlerbehebungen. |
| 75            | 75.0 Beta 1          | 31.0          | 25. November 2014    | Gecko Update, Verbesserungen und Fehlerbehebungen. |
| 75            | 75.0 Beta 2          | 31.0          | 14. Januar 2015      | Verbesserungen und Fehlerbehebungen. |
| 75            | 75.0 Beta 3          | 31.4          | 6. Februar 2015      | Gecko Update, Änderungen an der Ereignisverarbeitung, navToggleJS hinzugefügt (wechsel zwischen JavaScript-Einstellungen und generell aktivieritem JavaScript), spanische Lokalisierung, Fehlerbehebung aus vorherigem Thread: JSBridge RemoveButton, Makro setcmdicon, falsches Kontextmenü auf Elementen des Typs content-editable (hauptsächlich Webmail), Tableisten Kontextmenü funktionierte nicht. |
| 75            | 75.0 Beta 3 Update 1 | 31.4          | 23. Februar 2015     | Fehlerbehebung von Werkzeugleisten, Fehler bei welchem „Öffnen mit“-Dialog hängte behoben, Aktualisierung für addbutton, setcmdicon, setbuttonicon, about:downloads, automatische Aktualisierung der Lesezeichen (funktioniert evtl. nicht immer) |
| 75            | 75.0 Beta 3 Update 2 | 31.4          | 3. März 2015         | Speicherloch auf about:home behoben, fehlendes Statusleisten-Icon hinzugefügt, Makro injectKS, „hidden“ für zweiten Parameter hinzugefügt, Skriptausführung in versteckten Seiten, Makro getpref, Bilder in toolbars.cfg ausgebessert, Fehler in der Werkzeugleiste wenn der linke Mausknopf gehalten wurde behoben, Funktion Lesezeichenaktualisierung hinzugefügt, Rechtschreibprüfung mit zwei Funktionen hinzugefügt: spellcheck(mouse) um Wort unter Mauszeiger zu überprüfen und spellecheck(caret) um Wort unter Cursor zu überprüfen, Rechtschreibkorrektur in Facebook-Kommentaren ausgebessert. |
| 75            | 75.0 Beta 3 Update 3 | 31.4          | 9. März 2015         | Rechtschreibprüfungs-Befehl um Wörterbuch anzupassen hinzugefügt, langsamen Programmstart behoben und andere kleine Änderungen. |
| 75            | 75.0 RC              | 31.5          | 14. März 2015        | Gecko Update, Problem bei Klicks in Menüs sowie andere seltsame Probleme behoben, Fehler mit Absturz bei schließen des Programms behoben, appRestart hinzugefügt. |
| 75            | 75.0 RC2             | 31.5          | 31. März 2015        | Tab-Reihenfolge in Sitzung ausgebessert, Such-Makro, Transparenzfehler in WINE behoben, kürzere Privatsphärenleiste. Flash schien einige Tastenkürzel zu blockieren. |
| 75            | 75.0 RC2 Update 1    | 31.5          | 3. April 2015        | Sitzungsproblem behoben. |
| 75            | 75.0 RC2 Update 2    | 31.5          | 9. April 2015        | Fehlerbehebungen, Absturz durch unvollständige und inkorrekt geladene DLLs behoben, cfg Makro. |
| 75            | 75.0 RC2 Update 3    | 31.5          | 14. April 2015       | XUL-Fenstergröße ausgebessert, Problem mit letzter Sitzung und Downloadanzeige behoben. |
| 75            | 75.0 RC2 Update 4    | 31.5          | 16. April 2015       | Plugin-Container für Flash standardmäßig aktiviert. |
| 75            | 75.0 RC2 Update 5    | 31.5          | 18. April 2015       | macros.dll, änderte SetButtonImage, sodass inaktive Bilder dadurch nicht aktiv gesetzt wurden. |
| 75            | 75.0 RC3             | 31.5          | 6. Mai 2015          | Problem beim Hinzufügen von Lesezeichen behoben, Sitzungs-Plug-In-Absturz, Tastenkürzel, XUL-Fenstergröße, Statusleistentext für registercmd, SetButtonImage, Neustart-Kommando für „bei Bedarf wiederherstellen“-Sitzungen, Flash mit Plug-In-Container. |
| 75            | 75.0 RC3 Update 1    | 31.5          | 9. Mai 2015          | Deutsche und Spanische Hinweistexte ausgebessert, Titelanzeige im Tab. |
| 75            | 75.0 RC3 Update 2    | 31.5          | 14. Mai 2015         | Fehlerbehebungen. |
| 75            | 75.0 RC3 Update 3    | 31.5          | 19. Mai 2015         | Plug-In Makro-Funktion ausgebessert (kPrivacy_ClearAll funktioniert nun), Titelanzeige fehlte im Tab-Hinweistext, nachdem eine Sitzung geladen wurde, Objektorientierung für Flash standardmäßig deaktiviert, Jsbridge registercmd, geprüfte Callbacks probehalber aktiviert. |
| 75            | 75.0 RC3 Update 4    | 31.5          | 16. Juni 2015        | Kleines Update für kmpref und Sitzungen (delete). |
| 75            | 75.0                 | 31.5          | 24. Juni 2015        | Veröffentlichung. |
| 75            | 75.1                 | 31.8          | 19. September 2015   | Veröffentlichung. |
| 76            | 76.0 Beta 3          | 38.5          | 23. Dezember 2015    | Beta Veröffentlichung. |
| 76            | 76RC                 | 38.8          | 3. Mai 2016          | Veröffentlichungskandidat. |
| 76            | 76RC update          | 38.8          | 1. Juli 2016         | SSE-Voraussetzung entfernt. |
| 76            | 76RC2                |               | 20. Dezember 2016    | Veröffentlichungskandidat 2. |
| 76            | 76.G                 | —             | 1. Dezember 2017     | Neuer Entwicklungszweig, welcher Goanna statt Gecko verwendet. So kann K-Meleon weiterhin alte Systeme unterstützen. |
| 76            | 76.2.G               | —             | 20. Januar 2019      | Goanna Update. |
| 76            | 76.3.G               | —             | 8. März 2020         | Goanna Update. |
| 76            | 76.4.1.G             | —             | 20. Februar 2021     | Update auf Goanna 3.4.6. |
| 76            | 76.4.6.G             | —             | 19. März 2022        | Letzte Veröffentlichung des Entwicklungszweigs. |